# Nati nel 1938/Agosto
| Questa pagina contiene informazioni ricavate automaticamente dalle voci biografiche con l'ausilio del template Bio e di un bot. L'aggiornamento è periodico e automatico e ricostruisce completamente la pagina. Se manca una persona in questa lista, sei pregato di non aggiungerla, ma accertati piuttosto che la sua voce biografica contenga il template Bio e che i dati anagrafici siano correttamente compilati. Se il template Bio manca, inseriscilo tu stesso o, in alternativa, metti l'avviso {{tmp\|Bio}} che ne segnala la mancanza. Se i dati riportati sono sbagliati, correggi direttamente la voce biografica; le modifiche saranno visibili in questa lista entro pochi giorni. Per chiarimenti vedi il progetto biografie. La lista contiene solo le 210 persone che sono citate nell'enciclopedia e per le quali è stato implementato correttamente il template Bio. Pagina aggiornata al 18 ago 2025. |

- 1º agosto - Jacques Diouf, politico e diplomatico senegalese († 2019)
- 1º agosto - Arlette Faidiga, nuotatrice italiana († 2023)
- 1º agosto - Antonio Fiore, pittore italiano
- 1º agosto - Hrvoje Jukić, calciatore jugoslavo († 2006)
- 1º agosto - Chick McIlroy, ex pallanuotista statunitense
- 1º agosto - Paddy Moloney, musicista e produttore discografico irlandese († 2021)
- 1º agosto - Umberto Provasi, calciatore e allenatore di calcio italiano († 2023)
- 1º agosto - Stelvio Rosi, attore e produttore cinematografico italiano († 2018)
- 1º agosto - Giuseppe Sacco, economista e saggista italiano
- 1º agosto - Edward Sokoine, politico tanzaniano († 1984)
- 1º agosto - Xiao Yang, magistrato e politico cinese († 2019)
- 1º agosto - Yaşar Yakış, politico e diplomatico turco († 2024)
- 2 agosto - Dave Balon, hockeista su ghiaccio canadese († 2007)
- 2 agosto - Gian Carlo Bojani, storico dell'arte italiano († 2013)
- 2 agosto - Brunhilde Hendrix, velocista tedesca († 1995)
- 2 agosto - Timo Konietzka, allenatore di calcio e calciatore tedesco († 2012)
- 2 agosto - Patrick Leclercq, funzionario francese
- 2 agosto - Yvonne Rüegg, ex sciatrice alpina svizzera
- 2 agosto - Wilbur Trosch, cestista e allenatore di pallacanestro statunitense († 2014)
- 3 agosto - Remo Bodei, filosofo italiano († 2019)
- 3 agosto - Ingrid Caven, attrice e cantante tedesca
- 3 agosto - Marisa Grisotto, cestista italiana († 2013)
- 3 agosto - Philippe Lejeune, saggista francese
- 3 agosto - George Memmoli, attore statunitense († 1985)
- 3 agosto - Shizue Miyabe, ex nuotatrice giapponese
- 3 agosto - Dino Panzanato, calciatore e allenatore di calcio italiano († 2019)
- 3 agosto - Joe Ruklick, cestista statunitense († 2020)
- 3 agosto - Terry Wogan, conduttore televisivo e conduttore radiofonico irlandese († 2016)
- 4 agosto - Benito Artesi, attore italiano († 2018)
- 4 agosto - Donald L. Coburn, drammaturgo e pubblicitario statunitense
- 4 agosto - Horst Effertz, ex canottiere tedesco
- 4 agosto - Bruno Foucart, storico dell'arte francese († 2018)
- 4 agosto - Luigi Frappi, pittore italiano
- 4 agosto - Momčilo Gavrić, allenatore di calcio, calciatore e giocatore di football americano jugoslavo († 2010)
- 4 agosto - Hayes Jones, ex ostacolista statunitense
- 4 agosto - Jean Nguza Karl-i-Bond, politico della Repubblica Democratica del Congo († 2003)
- 4 agosto - Gianni Lonzi, ex pallanuotista, allenatore di pallanuoto e dirigente sportivo italiano
- 4 agosto - Simon Preston, organista e compositore britannico († 2022)
- 4 agosto - Benito Recchilongo, saggista e scrittore italiano
- 4 agosto - Mario Stefani, poeta italiano († 2001)
- 5 agosto - Gianfranco Gaspari, ex bobbista italiano
- 5 agosto - Nadir Léa Bazzani, ex cestista brasiliana
- 5 agosto - Milica Radovanović, ex cestista jugoslava
- 5 agosto - Piero Vida, attore italiano († 1987)
- 6 agosto - Paul Bartel, attore, regista e sceneggiatore statunitense († 2000)
- 6 agosto - Silvano Basagni, tiratore a volo italiano († 2017)
- 6 agosto - Lars Bloch, attore e compositore danese († 2022)
- 6 agosto - Peter Bonerz, regista e attore statunitense
- 6 agosto - Adriano Cavanna, storico e giurista italiano († 2002)
- 6 agosto - Maximiliano Garafulic, cestista cileno († 2007)
- 7 agosto - Dewi Bebb, rugbista a 15 e giornalista britannico († 1996)
- 7 agosto - Verna Bloom, attrice statunitense († 2019)
- 7 agosto - Bernard Eastlund, fisico statunitense († 2007)
- 7 agosto - Giorgetto Giugiaro, designer e imprenditore italiano
- 7 agosto - Roland Robertson, sociologo britannico († 2022)
- 8 agosto - Jack Baldwin, chimico britannico († 2020)
- 8 agosto - Marcia Lewis, attrice e cantante statunitense († 2010)
- 8 agosto - Enzo Lombardo, statistico italiano († 2005)
- 8 agosto - Remo Pullica, allenatore di calcio e calciatore italiano († 2020)
- 8 agosto - Connie Stevens, attrice e cantante statunitense
- 8 agosto - Aurel Zahan, pallanuotista rumeno († 2010)
- 9 agosto - Italo Alaimo, calciatore italiano († 1967)
- 9 agosto - Ezola Foster, scrittrice e politica statunitense († 2018)
- 9 agosto - Burton Gilliam, attore statunitense
- 9 agosto - Michèle Girardon, attrice francese († 1975)
- 9 agosto - Leonid Kučma, politico ucraino
- 9 agosto - Rod Laver, ex tennista australiano
- 9 agosto - Otto Rehhagel, ex calciatore e allenatore di calcio tedesco
- 9 agosto - Luigi Serenthà, presbitero e teologo italiano († 1986)
- 9 agosto - Michele Toma, ex lottatore italiano
- 9 agosto - Dick Anthony Williams, attore statunitense († 2012)
- 9 agosto - Robert Zollitsch, arcivescovo cattolico tedesco
- 10 agosto - Suthi Manyakass, ex velocista thailandese
- 10 agosto - Tony Ross, illustratore e scrittore inglese
- 11 agosto - Giancarlo Bolognini, politico e dirigente sportivo italiano († 2019)
- 11 agosto - Grigoris Michalopoulos, giornalista, editore e scrittore greco († 2013)
- 11 agosto - Bapsi Sidhwa, scrittrice pakistana († 2024)
- 12 agosto - Emiliano Fabbricatore, abate italiano († 2019)
- 12 agosto - Bert-Ola Nordlander, ex hockeista su ghiaccio svedese
- 12 agosto - Gérard Poulet, violinista francese
- 12 agosto - Vito Santangelo, cantante, cantastorie e chitarrista italiano († 2014)
- 12 agosto - Helene Thurner, ex slittinista austriaca
- 12 agosto - Huguette Tourangeau, mezzosoprano canadese († 2018)
- 13 agosto - Maria Immacolata Barbarossa, politica italiana
- 13 agosto - Oscar Ghiglia, chitarrista italiano († 2024)
- 13 agosto - Bill Masterton, hockeista su ghiaccio canadese († 1968)
- 14 agosto - Enrico Bellone, storico della scienza e divulgatore scientifico italiano († 2011)
- 14 agosto - James Fargo, regista statunitense
- 14 agosto - Bennie Muller, calciatore olandese († 2024)
- 14 agosto - Mussula, calciatore brasiliano († 2018)
- 14 agosto - Setsuko Shimada, ex nuotatrice giapponese
- 14 agosto - Beata Tyszkiewicz, attrice polacca
- 15 agosto - Stephen Breyer, magistrato statunitense
- 15 agosto - Ottavio Cinquanta, dirigente sportivo italiano († 2022)
- 15 agosto - Silverio Corvisieri, giornalista, storico e politico italiano
- 15 agosto - Ron Dean, attore statunitense
- 15 agosto - Renzo Martini, attore italiano († 2019)
- 15 agosto - Antonio Mazzocchi, politico italiano
- 15 agosto - Lucille Soong, attrice cinese
- 15 agosto - Maxine Waters, politica statunitense
- 16 agosto - András Balczó, ex pentatleta ungherese
- 16 agosto - Franco Barberi, vulcanologo e politico italiano
- 16 agosto - Lucila Campos, cantante peruviana († 2016)
- 16 agosto - Rocco Granata, cantautore e attore italiano
- 16 agosto - Cosimo Nocera, calciatore italiano († 2012)
- 16 agosto - Emmanuel Rakotovahiny, politico malgascio († 2020)
- 16 agosto - Shin'ichirō Sawai, regista e sceneggiatore giapponese († 2021)
- 17 agosto - Cleveland Buckner, cestista e allenatore di pallacanestro statunitense († 2006)
- 17 agosto - Anna D'Amico, cantante italiana († 2003)
- 17 agosto - Francesco Antonio Manzoli, medico e anatomista italiano († 2015)
- 17 agosto - Pierluigi Onorato, politico e magistrato italiano († 2023)
- 17 agosto - Rosy Piacentini, nuotatrice francese
- 17 agosto - Paolo Prencipe, compositore, arrangiatore e produttore discografico italiano
- 17 agosto - Trina Robbins, fumettista statunitense († 2024)
- 17 agosto - Roland Zöffel, ex ciclista su strada e pistard svizzero
- 18 agosto - Enrico Bastiani, ex calciatore italiano
- 18 agosto - Remo Bicchierai, calciatore italiano († 2018)
- 18 agosto - Guglielmo Cavallo, filologo classico e paleografo italiano
- 18 agosto - Guido Davico Bonino, critico letterario, critico teatrale e saggista italiano
- 18 agosto - Dieter Engelhardt, calciatore tedesco orientale († 2018)
- 18 agosto - Luigi Giampaolino, magistrato italiano († 2020)
- 18 agosto - Vladimir Nikolaevič Grigor'ev, regista sovietico († 2017)
- 18 agosto - Howard Riley, ex calciatore inglese
- 18 agosto - Adelio Verga, calciatore italiano († 2020)
- 19 agosto - Valentin Mankin, velista sovietico († 2014)
- 19 agosto - Luigi Marino, politico italiano
- 19 agosto - Diana Muldaur, attrice statunitense
- 19 agosto - Owe Ohlsson, ex calciatore svedese
- 19 agosto - Kaoru Wakabayashi, ex cestista giapponese
- 19 agosto - Franco Zazzeri, scultore italiano
- 20 agosto - Jacqueline Andere, attrice messicana
- 20 agosto - Jean-Loup Chrétien, astronauta francese
- 20 agosto - Cosimo Cinieri, attore, drammaturgo e regista italiano († 2019)
- 20 agosto - Vladïmïr Lïsïcın, calciatore sovietico († 1971)
- 20 agosto - Danos Lygizos, attore greco († 2015)
- 20 agosto - Georgina Parkinson, ballerina britannica († 2009)
- 20 agosto - Richard E. Young, biologo statunitense
- 21 agosto - Nicolás Ardito Barletta Vallarino, politico e economista panamense
- 21 agosto - Steve Cowper, politico statunitense
- 21 agosto - Giorgio Lunghini, economista italiano († 2018)
- 21 agosto - Kenny Rogers, cantante, fotografo e attore statunitense († 2020)
- 22 agosto - Alan Jackson, ex calciatore inglese
- 22 agosto - Miodrag Nikolić, cestista e allenatore di pallacanestro jugoslavo († 2005)
- 22 agosto - Ingo Porges, ex calciatore tedesco
- 22 agosto - Luciano Righi, politico italiano
- 22 agosto - Nikolaj Smaga, marciatore sovietico († 1981)
- 23 agosto - Giacomo Bini, presbitero e missionario italiano († 2014)
- 23 agosto - Donald J. Harris, economista giamaicano
- 23 agosto - Viva, attrice statunitense
- 23 agosto - Georgij Rjabov, calciatore sovietico († 2020)
- 24 agosto - Charles Calello, cantante, compositore e direttore d'orchestra statunitense
- 24 agosto - David Freiberg, cantante, bassista e violinista statunitense
- 24 agosto - Noboru Ishiguro, regista, sceneggiatore e animatore giapponese († 2012)
- 24 agosto - Giorgio Rossetti, politico italiano
- 24 agosto - Mason Williams, chitarrista e compositore statunitense
- 25 agosto - Mario Biasci, politico e ingegnere italiano († 2015)
- 25 agosto - David Canary, attore statunitense († 2015)
- 25 agosto - Frederick Forsyth, scrittore e giornalista britannico († 2025)
- 25 agosto - Bartolomeo Gatto, pittore e scultore italiano († 2021)
- 25 agosto - Antonio Livi, teologo e filosofo italiano († 2020)
- 25 agosto - Margaret Maron, scrittrice statunitense († 2021)
- 25 agosto - Boris Michajlov, artista e fotografo ucraino
- 26 agosto - Marcello Avallone, regista e sceneggiatore italiano
- 26 agosto - Fabio Bonini, calciatore italiano († 2022)
- 26 agosto - Marcello Gandini, designer italiano († 2024)
- 26 agosto - Primo Germano, calciatore italiano († 1997)
- 26 agosto - Vladimir Gubarev, giornalista, scrittore e drammaturgo russo († 2022)
- 26 agosto - Santino Maestri, calciatore italiano († 2016)
- 26 agosto - Mario Martiradonna, calciatore italiano († 2011)
- 26 agosto - Alex Zanotelli, religioso, presbitero e missionario italiano
- 27 agosto - Giovanni Bubacco, allenatore di calcio e ex calciatore italiano
- 27 agosto - Napoleon Chagnon, antropologo statunitense († 2019)
- 27 agosto - Andrea Dalia, giurista italiano († 2008)
- 27 agosto - Carlo Facchin, allenatore di calcio, calciatore e allenatore di calcio a 5 italiano († 2022)
- 27 agosto - Stojan Kitov, ex calciatore bulgaro
- 27 agosto - Sulambek Mamilov, regista sovietico († 2023)
- 27 agosto - Piet Rentmeester, ciclista su strada olandese († 2017)
- 27 agosto - Luigi Rinaldi, politico italiano († 2023)
- 27 agosto - Gene Rizak, cestista e allenatore di pallacanestro canadese († 2020)
- 27 agosto - José de Huéscar, fumettista spagnolo († 2007)
- 28 agosto - Marla Adams, attrice statunitense († 2024)
- 28 agosto - Franco Bertini, ex cestista italiano
- 28 agosto - Carmen Casapieri, politica e sindacalista italiana († 1984)
- 28 agosto - Alberto Cavallone, regista cinematografico e sceneggiatore italiano († 1997)
- 28 agosto - Maurizio Costanzo, giornalista, conduttore televisivo e conduttore radiofonico italiano († 2023)
- 28 agosto - Dick Creith, pilota motociclistico britannico
- 28 agosto - Jody Hamilton, wrestler statunitense († 2021)
- 28 agosto - Józef Kowalczyk, arcivescovo cattolico polacco
- 28 agosto - Paul Edgar Philippe Martin, politico canadese
- 28 agosto - Đorđe Pavlić, calciatore jugoslavo († 2015)
- 29 agosto - Gerry Byrne, calciatore inglese († 2015)
- 29 agosto - Elliott Gould, attore statunitense
- 29 agosto - Christian Müller, ex calciatore tedesco
- 29 agosto - Hermann Nitsch, performance artist austriaco († 2022)
- 29 agosto - Alberto Pagani, pilota motociclistico italiano († 2017)
- 29 agosto - Robert Rubin, politico statunitense
- 30 agosto - Giancarlo Filini, calciatore italiano († 2024)
- 30 agosto - Alvaro Gasparini, allenatore di calcio e calciatore italiano († 1979)
- 30 agosto - Lee Kinsolving, attore statunitense († 1974)
- 30 agosto - Abel Laudonio, pugile argentino († 2014)
- 30 agosto - Franco Mulas, pittore italiano († 2023)
- 31 agosto - Martin Bell, giornalista, ex politico e funzionario britannico
- 31 agosto - Salvatore Civita, politico italiano († 2008)
- 31 agosto - Galina Gorochova, ex schermitrice sovietica
- 31 agosto - Wieland Kuijken, violoncellista e gambista belga
- 31 agosto - Luigi Lonfernini, avvocato, politico e banchiere sammarinese
- 31 agosto - Jean-Daniel Nicoud, informatico svizzero
- 31 agosto - Liz Starkie, ex tennista britannica
- 31 agosto - Manfred Wagner, calciatore tedesco († 2015)
- 31 agosto - Vincent Warren, ballerino e archivista statunitense († 2017)